# Wechmar (Adelsgeschlecht)

Wappen derer von Wechmar

Wechmar ist der Name eines alten Thüringer Adelsgeschlechts, dessen Stammhaus in Wechmar in der Nähe von Gotha lag.

## Geschichte
Das Geschlecht erscheint erstmals urkundlich 1170 mit Sinoldus de Wechmar, der als Ministerialer des Reichsstiftes Hersfeld erwähnt wird. Die ununterbrochene Stammreihe beginnt 1400 mit Reinhard von Wechmar. Das Geschlecht gehörte der fränkischen Reichsritterschaft, Kanton Rhön-Werra an. Ludwig Anton von Wechmar erlangte für sich und seine Nachkommen am 30. Dezember 1748 das Schlesische Inkolat. Am 26. Oktober 1844 erlangte die Familie die preußische Anerkennung des Freiherrnstandes.

## Wappen

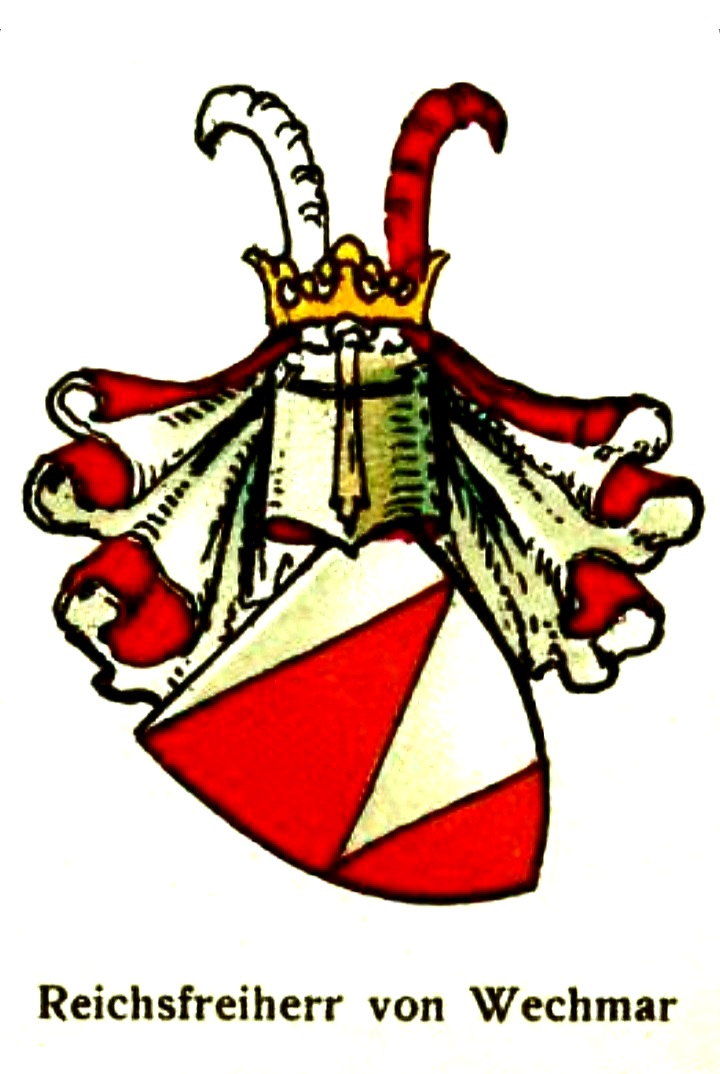
Wappen derer von Wechmar (Variante)

Das Stammwappen ist von Rot und Silber dreimal gespitzt. Auf dem Helm mit rot-silbernen Decken zwei Bockshörner, das rechte silbern, das linke rot.

## Güter

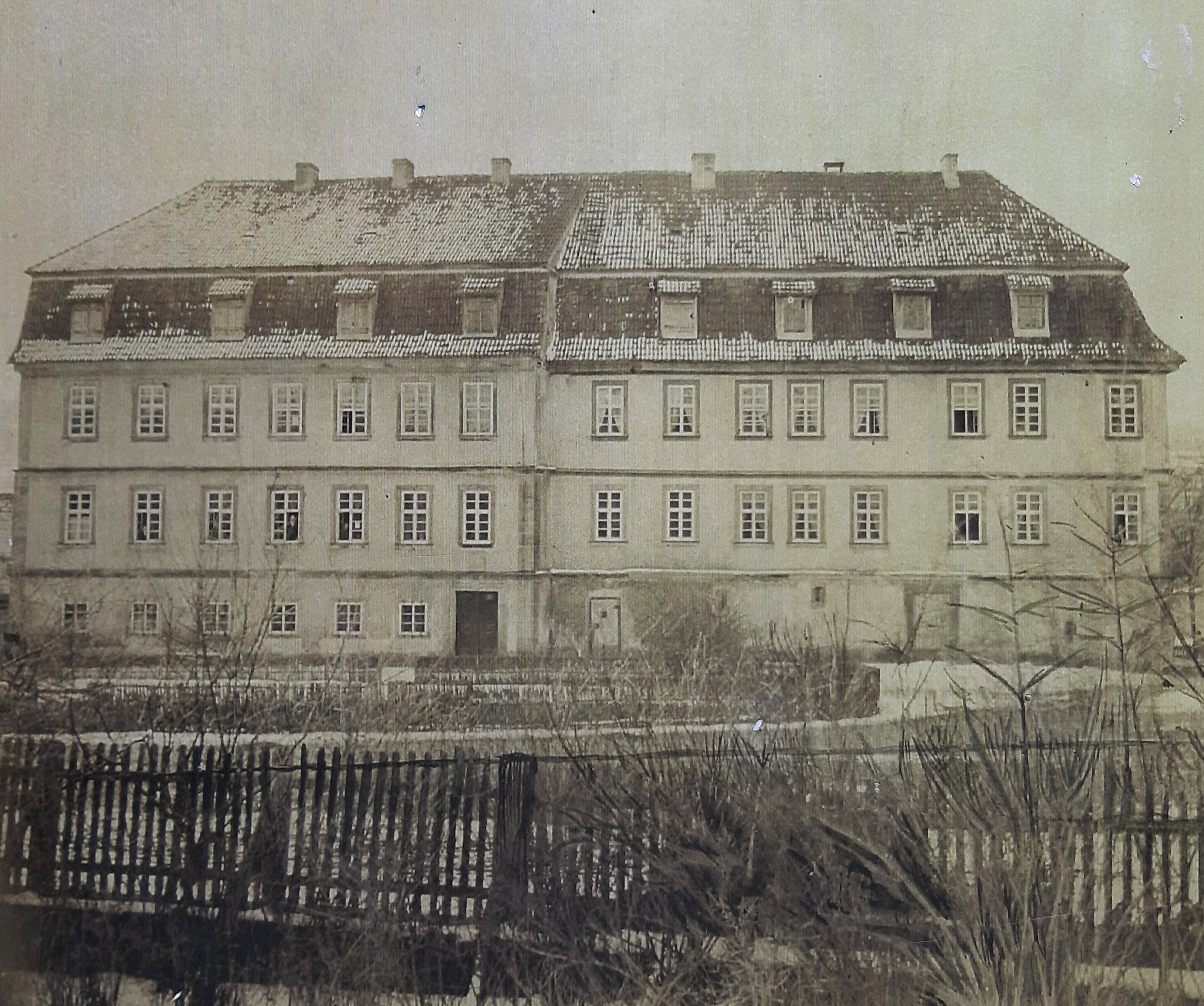
Wechmarsches Schloss in Roßdorf (vor 1895)

Neben dem Stammsitz in Wechmar hatte die Familie vom 15. bis Ende des 19. Jahrhunderts auch ein Gut in Roßdorf. Das dortige Wechmarsche Schloss brannte 1895 ab und wurde nicht wieder aufgebaut.

## Bekannte Familienmitglieder
- Rüdiger II. von Wechmar († 1396), Abt von Kloster Theres 1386–1396
- Ludwig Anton von Wechmar (1712–1787), preußischer Oberst und Ritter des Ordens Pour le mérite
- Wolfgang Gustav von Wechmar (1753–1821), preußischer Landrat
- Gustav Julius von Wechmar (1791–1863), preußischer Generalmajor
- Rudolf Hermann von Wechmar (1800–1861), sachsen-meiningischer Minister
- Friedrich von Wechmar (1801–1869), badischer Justiz- und Innenminister
- Karl von Wechmar (1813–1866), badischer Generalmajor
- Rudolf von Wechmar (1823–1881), preußischer Generalleutnant
- Reinhard von Wechmar (1856–1923), preußischer Generalleutnant
- Friedrich von Wechmar (General) (1864–1943), preußischer Generalmajor
- Eberhard von Wechmar (1897–1934), SA-Führer, beim sogenannten Röhmputsch erschossen
- Irnfried von Wechmar (1899–1959), Offizier, Journalist und Inhaber des Ritterkreuzes des Eisernen Kreuzes
- Rüdiger von Wechmar (1923–2007), deutscher Diplomat